# Chuyến bay 1502 của American Airlines
Chuyến bay 1502 của American Airlines là chuyến bay huấn luyện đi và đến sân bay Idlewild (nay là sân bay quốc tế John F. Kennedy). Vào ngày 28 tháng 1 năm 1961, chiếc Boeing 707-123 rơi xuống đại dương 5 dặm (8 km) thuộc Montauk Point, New York, giết chết tất cả sáu thành viên phi hành đoàn.

## Tai nạn
Thời tiết rõ ràng khi chiếc 707 rơi xuống đại dương, sau khi mất kiểm soát không thể lý giải được, trong khi đang trên chuyến bay huấn luyện. FAA đưa ra một nguyên nhân có thể xảy ra là" "Mất kiểm soát vì một lý do không xác định".

## Máy bay
Boeing 707-123, đăng ký N7502A, đặt tên là Flagship Oklahoma. Chiếc 707 bị tai nạn thực hiện chuyến bay đầu tiên vào ngày 2 tháng 11 năm 1957, nó được giao cho American Airlines vào ngày 23 tháng 1 năm 1958.